# The Return of the Son of Monster Magnet
The Return of the Son of Monster Magnet è una composizione di musica sperimentale del musicista rock Frank Zappa, eseguita dalla sua band Mothers of Invention, e pubblicata nell'album Freak Out! del 1966.

## Il brano
Si tratta della traccia più lunga presente sull'album, un brano fortemente sperimentale e di difficile ascolto, strutturato in due sezioni: Ritual Dance of The Child-Killer, e Nullis Pretii (No Commercial Potential). La composizione include una citazione musicale del brano Louie Louie (Richard Berry). Il "Monster Magnet", che ispirò quasi sicuramente il titolo del brano, era un giocattolo magnetico a forma di mostro, all'epoca molto pubblicizzato in televisione negli Stati Uniti.
Secondo quanto dichiarato da Zappa stesso, la versione del pezzo inclusa in Freak Out! è puramente una traccia ritmica e non venne mai completata come da progetto originario. Apparentemente per ragioni economiche, la dirigenza della Verve mise il veto ad ulteriori sovraincisioni sul pezzo, nonostante avesse appena sborsato ulteriori 12,000 dollari per delle percussioni aggiuntive da parte di session men. Infatti, il sottotitolo della traccia è "an Unfinished Ballet in two Tableaux". Stranamente, però, a differenza di altre sue estese composizioni, Zappa non rimise mai mano alla canzone né cercò di completarla secondo le sue intenzioni, quando ebbe il tempo e il denaro per farlo nel suo studio di registrazione personale.
Dr. John (Mac Rebennack) partecipa al brano suonando il piano. Van Dyke Parks era inoltre presente in studio durante l'incisione del pezzo, ma non è ben chiaro, se abbia o meno suonato qualcosa partecipando alla versione poi pubblicata della traccia.
Secondo il biografo dei Beatles e dello stesso Zappa, Barry Miles, la composizione sperimentale inedita dei Beatles intitolata Carnival of Light, registrata nel gennaio 1967 e mai pubblicata, risente dell'influenza di The Return of The Son of Monster Magnet, anche se Carnival of Light è comunque maggiormente frammentata ed astratta rispetto al brano di Zappa.

### Suzy Creamcheese
Il brano comprende il seguente dialogo da parte della fantomatica groupie "Suzy Creamcheese" ("Susy Cremadiformaggio"):
Voce maschile: Suzy?

Voce femminile: Yes?

Voce maschile: Suzy Creamcheese?

Voce femminile: Yes?

Voce maschile: This is the voice of your conscience baby ... uh, I just want to check one thing out with you ... you don't mind, do ya?

Voce femminile: What?

Voce maschile: Suzy Creamcheese, honey, what's got into ya?
Questa è la prima menzione del personaggio di Suzy Creamcheese in un disco delle Mothers.